# سوئنتو
سوئنتو (انگلیسی: Suunto) شرکت تجهیزات ابزار دقیق فنلاندی است، که در سال ۱۹۳۶ تأسیس شد.